# Голка Клеопатри (Лондон)

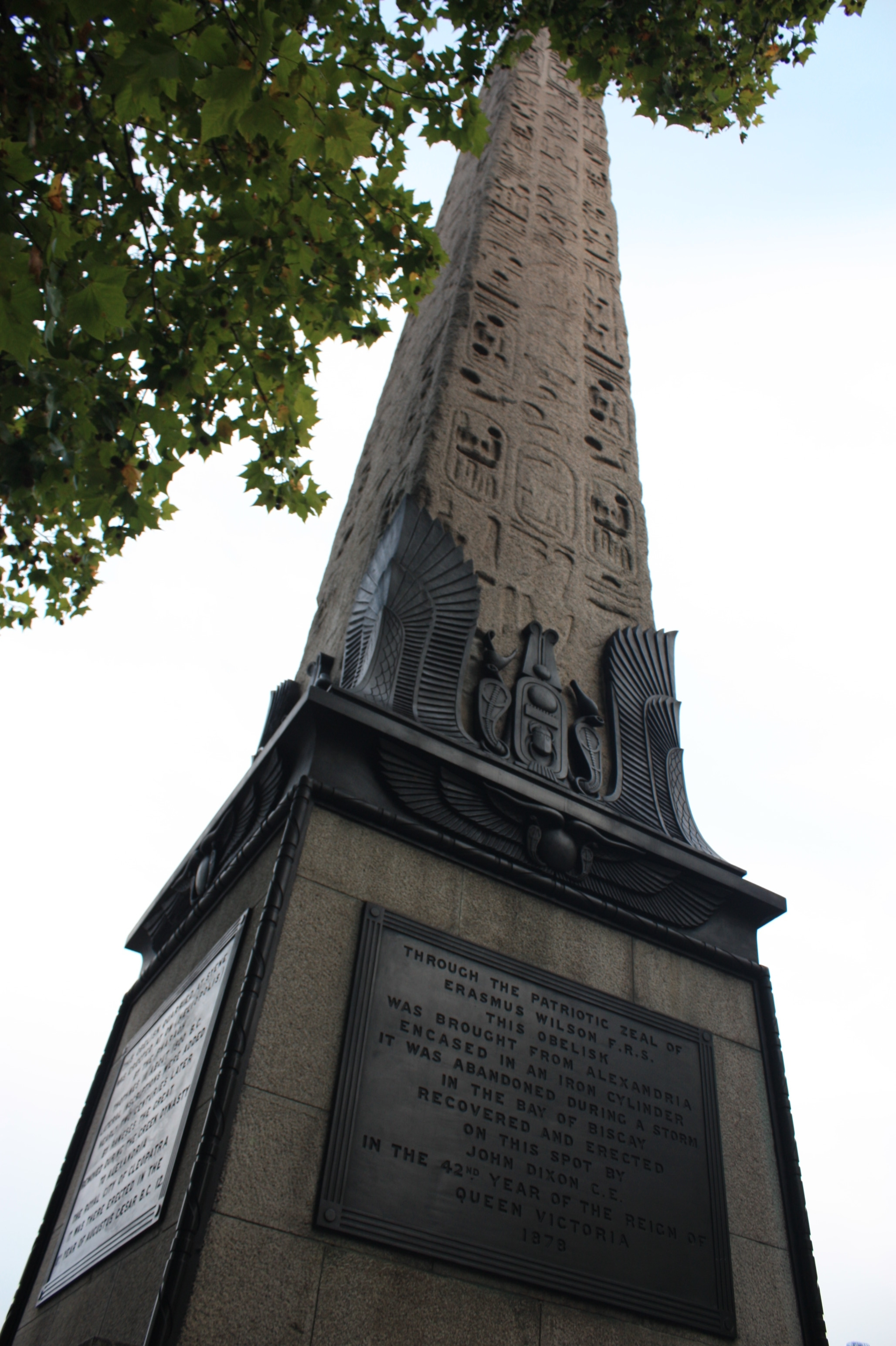
Обеліск і табличка на честь Еразмуса Вільсона

Голка Клеопатри (англ. Cleopatra's Needle) — давньоєгипетський обеліск в оточенні двох сфінксів в історичному центрі Лондона, на набережній Вікторії. Являє собою моноліт з граніту заввишки 18 метрів і вагою 186 тонн. Вивезений британцями з Олександрії в 1877 році.
Вирізаний на каменоломнях Асуан а в середині II тисячоліття до н. е. На обеліску нанесені символи фараона Тутмоса III (пізніше були додані імена Рамзеса II і Клеопатри). Близько 1475 року до н. е. вниз по Нілу перевезений в Геліополь. Імовірно за часів римського імператора Августа обеліск був перевезений в Олександрію, де він простояв століття. До початку XIX століття пам'ятник вже був перекинутий і лежав у піску.
Подарований британцям правителем Єгипту Мухаммедом Алі в розпал єгиптоманії, в 1819 році, в ознаменування перемоги віце-адмірала Нельсона в битві при Абуквре і генерала Еберкромбі при Олександрії в 1801 році. Залишався в Олександрії до 1877 року, коли хірург сер Еразмус Вільсон виділив власні кошти на його транспортування до столиці Великої Британії.
Обеліск уклали в залізний циліндр - спеціально сконструйоване судно «Клеопатра», що представляє із себе по суті понтон з містком для екіпажу, і у вересні 1877 року відбуксирували пароплавом «Ольга». Під час плавання в Біскайській затоці судно потрапило в шторм, в результаті якого 6 моряків з «Ольги» загинули, а «Клеопатра» була кинута. Чотирма днями пізніше пароплав Fitzmaurice, що йде з Глазго, виявив дрейфуючу «Клеопатру». 21 січня 1878 року обеліск був доставлений в Лондон. Спочатку його планувалося встановити перед будівлею британського парламенту. 12 вересня 1878 він був встановлений на набережній Вікторії. По боках встановлені скульптури сфінксів, відлиті з бронзи і звернені обличчям до обеліска.

## Див. Також
- Луксорський обеліск в Парижі
- Сфінкси на Університетській набережній (встановлені в 1834 р)